# Ria Sharma
Ria Sharma (née le 13 octobre 1992) est la fondatrice de l'organisation non gouvernementale indienne Make Love Not Scars qui a pour objectif d'aider et accompagner les survivantes d'attaques acides, crime d'honneur en Inde. Selon l'association Acid Survivors Trust International, il y aurait chaque année entre 500 et 1000 attaques à l'acide dans ce pays. Aujourd'hui Ria partage son temps entre les centres de réhabilitation de Delhi et Bombay où elle vient en aide aux survivantes.

## Biographie

### Études
Ria Sharma est née en Inde le 13 octobre 1992. Elle grandit à New Delhi où elle suit des études au sein d'une école internationale. Cela lui permet de poursuivre plus facilement son cursus à l'étranger. La jeune femme avoue avoir toujours fait preuve de créativité. Elle rêvait de devenir acheteuse de mode ou styliste.
En 2011, elle s'installe à Leeds au Royaume-Uni pour y suivre des études de mode. Elle prépare un Bachelor of Arts, équivalent à une licence spécialisée dans la mode, au Collège d'Art de Leeds. Ria Sharma valide son diplôme mention très bien en 2014.

### Projet de fin d'étude
Pour son projet de fin d'étude Ria Sharma a réalisé un film documentaire sur les survivantes d'attaques acides en Inde. Les attaques acides, ou vitriolage, sont des formes particulièrement violentes d'agression qui visent principalement les femmes, en ciblant leur visage, dans un but punitif.
Dans une interview pour Public Radio International Ria Sharma raconte : « Pour réaliser le documentaire je me suis rendu dans le service des brûlés d'un hôpital public. Les choses que j'ai vu dans ce service m'auront changé à vie. Je n'avais jamais vu autant de souffrance, je n'avais jamais été entouré par autant de douleur. Dans cette situation vous avez deux solutions, soit vous retrouvez votre vie confortable, soit vous essayez de rendre la vie de quelqu'un d'autre plus confortable.»

## Engagement

### Création de Make Love Not Scars
Après avoir été témoin des conditions épouvantables des femmes survivantes d'attaques acides, Ria Sharma décide de créer un organisme permettant de leur venir en aide. En 2014, alors même qu'elle était encore étudiante au Collège d'Arts de Leeds, elle crée Make Love Not Scars. Avec le consentement de son collège, Ria Sharma suit la dernière année de son cursus à distance. Elle part donc en l'Inde où elle réalise toutes les démarches nécessaires pour mettre en place son association. Cette année là, Ria rencontre de nombreuses femmes ayant été agressées. Aujourd'hui elle met un point d'honneur à ne pas qualifier ces femmes de victimes mais bien de survivantes.
Sous la direction de Ria Sharma l'organisation a mené de nombreuses campagnes de collecte de fonds souvent couronnées de succès. Elle a aussi diffusé plusieurs pétitions visant à changer les lois, sur le libre achat d'acide et sur les aides de l'État aux survivantes.
Basé sur l'histoire des survivantes plusieurs courtes vidéos ont été réalisées et diffusées sur les réseaux sociaux. Celles-ci permettent de lever des fonds en ligne pour chacune des survivantes. Ria Sharma a été éblouie par le soutien à échelle internationale. À tel point qu'en 2015 elle a lancé une branche américaine de Make Love Not Scars. Des diners de charité et des évènements sociaux sont régulièrement organisés aux États-Unis pour récolter des fonds permettant d'aider les survivantes en Inde.
Avant que Ria Sharma ne fonde Make Love Not Scars très peu de gens étaient sensibilisés aux attaques acides. Grâce à l'association, la société traite différemment les femmes défigurées par l'acide. Aujourd'hui, les médias, les jeunes, le gouvernement sont conscients de l'importance du combat de Ria et des survivantes.

### Centres de réhabilitation
En mars 2016, Ria Sharma est à l'origine de la création du premier centre de réhabilitation pour les survivantes d'attaques acides en Inde. Le premier centre de ce type voit le jour à New Delhi. Il offre aux survivantes une aide financière, un support juridique, un accompagnement psychologique et un service de réinsertion professionnelle. Un autre centre existe aujourd'hui à Bombay.
Ria Sharma essaye de se rendre dans ces centres au moins trois fois par semaine, bien que les réseaux sociaux occupent une bonne partie de ses journées. Les campagnes de lever de fonds se mènent sur plusieurs fronts. Récemment Make Love Not Scars et Ria Sharma ont soutenu Reshma Qureshi, survivante d'attaque acide, et lui ont permis de défiler lors de la Fashion Week de New York. Ce défilé a donné à l'association une réelle aura internationale.

### Récompenses
Le 23 mars 2015, Ria Sharma est décorée du KaramVeer Chakra, un prix de solidarité internationale. L'année suivante elle reçoit le British Council International Alumni Award pour son impact social. Cet award récompense les anciens élèves britanniques. Finalement en mars 2017, Ria a reçu le India Today Women du Year Award for Public Service.